# Mỏ rộng châu Phi
Mỏ rộng châu Phi (danh pháp khoa học: Smithornis capensis) là một loài chim trong họ Eurylaimidae, nhưng có thể sẽ được chuyển qua họ Mỏ rộng lục (Calyptomenidae), một khi họ này được công nhận.

## Các phân loài
- S. c. delacouri Bannerman, 1923: Sierra Leone tới Ghana.
- S. c. camarunensis Sharpe, 1905: Cameroon, Gabon và Cộng hòa Trung Phi.
- S. c. albigularis Hartert, 1904: Tây Angola tới Tanzania về phía nam tới Zambia và Malawi.
- S. c. meinertzhageni van Someren, 1919: Đông bắc Cộng hòa Dân chủ Congo tới tây Kenya.
- S. c. medianus Hartert & van Someren, 1916</small:	Trung Kenya và đông bắc Tanzania.